# الكويت في الألعاب البارالمبية الصيفية 1992
شاركت الكويت في دورة الألعاب البارالمبية الصيفية عام 1992، والتي أقيمت في برشلونة بإسبانيا . وشاركت الكويت في هذه الدورة بــ 24 متسابقًا، واستطاعت الفوز بـ 5 ميداليات، 1 ذهبية و3 فضية و1 برونزية. وجاءت في المركز 36 في جدول الميداليات . 
وكانت إحدي الميداليات الفضية في هذه الدورة من نصيب البطلة الكويتية عادلة الرومي، صاحبة الإنجازات الرياضية واشهر الرياضين العرب في الألعاب البارالمبية.
وتعود مشاركات الكويت في الالعاب البارالمبية إلى عام 1980م، عندما شاركت في دورة الالعاب البارالمبية الصيفية ، والتي أقيمت في آرنم بهولندا واستطاعت الكويت وقتها الفوز بخمس ميداليات (ذهبيتان وفضيتان وبرونزية) احتلت بها المركز (26) في ترتيب جدول الميداليات. والكويت شاركت في الدورات البارلمبية الصيفية بداية من 1980 في هولندا وحتي 2024 في باريس ، رصيدها من الميداليات خلال هذه الفترة (55) ميدالية، منها 13ميدالية ذهبية و18 ميدالية فضية و24 ميدالية برونزية، أكبر عدد من الميداليات حققته في دورة 1988 بواقد 17 ميدالية ، واحتلت بها أفضل مراكزها في ترتيب الميداليات (المركز 25) في تاريخ مشاركاتها البارالمبية